# Nitrato reductasa (citocromo)
La nitrato reductasa (citocromo) (EC 1.9.6.1, es una enzima que cataliza la siguiente reacción química:
Por lo tanto los sustratos de esta enzima son ferrocitocromo, iones hidrógeno y nitrato; mientras que sus productos son ferricitocromo y nitrito.

## Clasificación
Esta enzima pertenece a la familia de las oxidorreductasas, más específicamente a aquellas oxidorreductasas que utilizan un grupo heme como dador de electrones y que actúan sobre un grupo nitrogenado como aceptor.

## Nomenclatura
El nombre sistemático de esta clase de enzimas es ferrocitocromo:nitrato oxidoreductasa. Otros nombres por los cuales se la conoce son, nitrato reductasa respiratoria o bencil viologen-nitrato reductasa.